# مانويل أ. أودريا
مانويل أ. أودريا (بالإسبانية: Manuel A. Odría)‏ (من مواليد 26 نوفمبر 1897، تارما، بيرو - تُوفي في 18 فبراير 1974، ليما)، رئيس بيرو من 1948 إلى 1956.
ولد أودريا في عائلة لديها اهتمام بالخدمة العسكرية مما أهله ليصبح ضابطاً في الجيش. تخرج من المدرسة العسكرية في عام 1919 ومن كلية الحرب في عام 1930. تم ترقيته إلى رتبة عميد في عام 1946، وتم تعيينه رئيس أركان الجيش، وفي عام 1947، شغل منصب وزير الداخلية ورئيس الشرطة تحت حكم الرئيس خوسيه بوستامانتي ص ريفيرو. في أكتوبر 1948 ترأس الطغمة العسكرية التي أسقطت بوستامانتي وأعلنت أودريا رئيساً مؤقتاً للبلاد. قام أودريا على الفور بحل المجلس التشريعي والحكم العسكري المُعلن، وشرع في اتخاذ تدابير لإعادة الاقتصاد البيروفي والاستقرار السياسي إلى ما كان عليه، وسعى إلى المساعدة التقنية والاستثمار الخاص من الولايات المتحدة. استقال بشكل مؤقت في 1 يونيو 1950، ليخوض الانتخابات بدون معارضة وعُيِّن مجدداً في 28 يونيو.
اتسمت فترة رئاسته بتكتيكات سياسية قمعية لإسكات المعارضة. توسع الاقتصاد في البداية في إطار سياساته الاقتصادية، ولكن بحلول نهاية فترة ولايته، وجد أودريا نفسه غير قادر على مواجهة العجز التجاري المتزايد والتضخم السريع. كما أجبرت اضطرابات العمل والاحتجاجات العامة ضد النظام السلطوي للنظام أودريا على السماح بإجراء انتخابات حرة في عام 1956.
دخل أودريا، الذي لم يترشح للانتخابات، إلى المنفى الاختياري، حيث قضى معظم وقته في الولايات المتحدة. عاد إلى منصب الرئاسة بين عامي 1962 و1963، واحتل المركز الثالث في الاقتراع.

## روابط خارجية
- مانويل أ. أودريا على موقع الموسوعة البريطانية (الإنجليزية)
- مانويل أ. أودريا على موقع مونزينجر (الألمانية)